# Aderlan Santos
Aderlan Leandro de Jesus Santos (* 9. April 1989 in Salgueiro, Pernambuco) ist ein brasilianischer Fußballspieler. Er spielt als Verteidiger seit 2019 beim Rio Ave FC.

## Karriere
Aderlan Santos spielte in seiner Jugend für die Jugendabteilungen verschiedener brasilianischer Fußballvereine. Mit acht Jahren begann er beim lokalen Verein Tête Fußball zu spielen, bevor er 2005 bei der Jugend des Salgueiro AC, dem Fußballverein seiner Heimatstadt, anfing. Hier begann Santos im Jahre 2008 auch seine Profikarriere als Fußballer, bekam einen Vertrag über zwei Jahre und bestritt bis 2010 vier Einsätze für den Verein. In dieser Zeit wurde er 2009 für ein knappes Jahr an den Araripina FC verliehen.
2010 verließ Santos schließlich Brasilien, reiste nach Europa und wechselte hier zu CD Trofense in die portugiesische zweite Liga. Sein Ligadebüt gab Santos bei der 1:2-Niederlage seiner Mannschaft gegen den Gil Vicente FC, wobei er das einzige Tor seiner Mannschaft erzielte. Für CD Trofense spielte Santos zwei Jahre lang bis 2012, bestritt in dieser Zeit 33 Partien für den Verein und schoss dabei sieben Tore. Santos wechselte 2012 im Anschluss zu Sporting Braga in die erste Liga, wobei er ein Jahr lang auch immer wieder bei Spielen der zweiten Mannschaft des Vereins auf dem Platz stand. Nach dieser Zeit spielte er die folgenden drei Jahre nur noch für die erste Mannschaft. In dieser Zeit gewann er mit der Mannschaft am 13. April 2013 durch einen 1:0-Sieg gegen den FC Porto die Taça da Liga, den portugiesischen Ligapokal. Insgesamt bestritt Santos für Sporting Braga 67 Einsätze, in denen er sieben Tore erzielte. Vor allem in seiner letzten Zeit bei Braga bekundeten verschiedene Vereine ihr Interesse an Santos, unter anderem der AS Monaco.
2015 wechselte Santos für 9,5 Millionen Euro zum spanischen Erstligisten FC Valencia, bei dem er einen Fünfjahresvertrag unterschrieben hat.
Im Juli 2017 wurde er zurück nach Brasilien an den FC São Paulo verliehen. Hier spielte er die Meisterschaft 2017 und die Staatsmeisterschaft von São Paulo 2018. Zur Meisterschaft 2018 wurde Santos an den EC Vitória verliehen. Mit dem Ende der Meisterschaft wurde er an al-Ahli (Saudi-Arabien) verkauft. Im August 2019 verlieh der Klub Santos nach Portugal an den Rio Ave FC. Nach Ablauf der Leihe verpflichtete der Verein den Spieler fest.

## Erfolge
- Taça da Liga: 2012/13